# مديرية عتمة

تعديل مصدري - تعديل

مديرية عتمة هي إحدى مديريات محافظة ذمار في اليمن. بلغ عدد سكانها 145284 نسمة عام 2004.

## الموقع
تقع مديرية عتمة ضمن الامتداد الطبيعي لسلسلة جبال السراة، وتقع بالتحديد بين خطي طول (43,50ْ – 44.50ْ)، وعرض (14.21ْ – 14,35ْ)، وتبعد عن مركز محافظة ذمار غرباً حوالي (55 كم) تقريباً، كما تبعد عن العاصمة صنعاء جنوباً حوالي (155 كم) مسافة جوية، يحدها من الشمال ضوران آنس وجبل الشرق والسلفية، ومن الجنوب وصاب العالي ورحاب القفر، ومن الشرق مغرب عنس، ومن الغرب السلفية وكسمة ووصاب العالي.

## المساحة
تبلغ مساحة عتمة حوالي 441 كم 2 حيث تبلغ المسافة الجوية بين نقطتي الحدود الشرقية والغربية 232 كم وأقصى عرض المديرية في حديها الشمالي والجنوبي حوالي 27 كم.

## العزل
| عزلة بني سويد · عزلة على الشرقى · عزلة السفل · عزلة هجارة · عزلة بني غصين · عزلة رصب · عزلة المطبابة · عزلة الربيعة · عزلة بني مرتد · عزلة الصفاء · عزلة على الغربى · عزلة الشعوب · عزلة القعد · عزلة الناصفة · عزلة الهادلة · عزلة المقرانة · عزلة النوبتين · عزلة القحصة · عزلة عمر · عزلة التام · عزلة حويز · عزلة الحوادث · عزلة الشقر وظلمان · عزلة العقد العالى · عزلة العقد السافل · عزلة تهيجر · عزلة السلف · عزلة المقنزعة · عزلة حمير ابزار · عزلة بني الزكرى · عزلة لكمه بني الجيشي · عزلة يفاعة · عزلة الثلث · عزلة بني البحري · عزلة جوفة · عزلة الذراع · عزلة بني العراص · عزلة بني حسين · عزلة الشرم السافل · عزلة بني رفيع · عزلة الشرم العالي · عزلة ربيعة بني بحر · عزلة حلمة وبني أيوب · عزلة القبل · عزلة بني بعيث · عزلة بني عبدالصمد · عزلة بروة · عزلة بني اسد · عزلة بني عيوة · عزلة الغربي والطفن · عزلة المصانع · عزلة القشب · عزلة الغربى والفجرة · عزلة الشرفى · عزلة كبيرة · عزلة ضورة · عزلة بني غريب قالب:.لف عزلة بلاد الريمي |

توجد في المديرية محمية عتمة.